# Шевченківське газоконденсатне родовище
Шевченківське газоконденсатне родовище — належить до Рябухинсько-Північно-Голубівського газоносного району Східного нафтогазоносного регіону України.

## Опис
Розташоване в Харківській області поблизу смт Шевченкове.
Знаходиться в південно-східній частині півн. прибортової зони Дніпровсько-Донецької западини. Структурний ніс виявлено в 1951 р. У палеозойському комплексі підняття являє собою брахіантикліналь північно-західного простягання розмірами по ізогіпсі — 3320 м 3,5х2,5 м. Перший промисл. приплив газу отримано з відкладів верхнього візе з інт. 3401-3432 м.
Поклади пластові, склепінчасті, тектонічно екрановані, деякі також літологічно обмежені. Колектори — пісковики. Режим покладів газовий та водонапірний. Запаси початкові видобувні категорій А+В+С1: газу — 1019 млн. м³; конденсату — 24 тис. т.